# みんなのGOLF 4
みんなのGOLF 4（みんなのゴルフ フォー / EVERYBODY'S GOLF 4）はソニー・コンピュータエンタテインメント（SCE）より2003年11月27日に発売されたPlayStation 2（PS2）専用ゴルフゲーム。『みんなのGOLF』シリーズのナンバリングタイトル第4作である。
「史上最大のみんGOL」をうたっており、コース数13、キャラクター数24人は現時点でシリーズ最多である。視覚表現も強化されており、木々が風に揺れる様子や、水面の表現は非常に洗練されている。キャッチコピーは「より美しく、誰でもかんたんに」。

## ゲームモード
トーナメントモード
架空の大会にプレイヤーが18ホールをストロークでプレイし、チップインやフェアウェイキープなどでポイントを稼ぎ、優勝を目指すモード。10位以内でコースアウトすると順位に応じて経験値が加算され、満タンになると昇段試験と呼ばれる数々の条件がもうけられた難易度の高いモードが登場し、見事クリアすればプレイヤーランクが一つ上がり、ショップに様々な商品が入荷される。ランクは10段階存在する（隠しを含めた場合のもの）。
VSモード
世界各国の個性豊かなゴルファーたちに挑戦し、スコアが相手を上回ればそのキャラクターをすべてのモードで使用できるようになる。ノーマルの快勝以上でコースアウトすると、本作の裏キャラ相当となるハードモードが登場。ここではコスプレ服を着た相手キャラクターが登場し、ハードモードにも勝利すると勝利したキャラクターのコスプレ服が入手できる。
ミニゲームモード
9ホールのショートコースとパターを練習するパットゴルフに挑戦できる。パットゴルフは条件を満たすと挑戦できるコースが増える。
トレーニング
既存のコースを風の強さや向き、天候なども自由に変えることができる練習用のモード。ミスショットをしても打ち直しができる。本作ではみんなのGOLFシリーズで唯一、パターモードと称されたパッティングのみを集中練習できるモードも存在する。
全国大会
日本全国の人々と様々な大会に挑戦できるモード。会員用パスワードを入れればその大会に挑戦できる。現在サービスは終了している。
みんなでゴルフ
2人以上でプレイすることができる対戦用モード。コントローラー一つでもプレイできる。

## コース
初心者から上級者まで楽しめる全13コースを収録。各ホールで初めてバーディー以下の打数で回るとコース攻略度が上がり、レギュラーティでコース攻略度が10以上（ショートコースでは5以上）になると障害物や地形が通常と全く逆のミラーコース、15以上（ショートコースでは9）になると本来よりも後ろにあるティーでコースインするバックティが選べる。バックティでコース攻略度が15以上（ショートコースでは9）になると風の強さや落下地点カーソルなどのあらゆる情報が表示されなくなる上級者モードが選べる。
ゲーム開始時にはコース1、6、11、ショートコースの4コースしか選べないが、総ラウンド数が10回以上になるとコース12が選べるようになり、それ以外のコースはトーナメントモードのランクアップ試験に合格するかショップで購入しないと選べない。コース1〜5は前作「みんなのGOLF 3」及び「みんなのGOLF オンライン」、コース6〜8は「みんなのGOLF オンライン」でも登場したコースであるが、これらのコースでも木の配置などが微妙に異なっている場合がある。コース9〜12、ショートコースは今作で初登場したコースである。
収録コース数は通常コースが12有るため、現時点では「ポータブル2」と同様に最多となっている。
1. さくら山温泉カントリークラブ
初心者向けで全体的にOBの少なめなコース。東京タワーも背景として登場。
2. アロハビーチリゾート
海岸沿いに作られたやや難易度が高い中級者向けのコース。ウォーターハザードが比較的多め。ショップでの購入価格は10000ポイント。
3. ウェスタンバレーカントリークラブ
砂漠に作られた中級者向けのコース。バンカーが多い。ショップでの購入価格は20000ポイント。
4. バグパイプクラシック
中世のヨーロッパをイメージさせる荘厳なコース。一度入ってしまうとなかなか抜け出せないヘビーラフやポットバンカーが多く、難易度は高め。ショップでの購入価格は30000ポイント。
5. ユナイテッドフォレストゴルフコース
深い森の中に作られた名門コース。フェアウェイがギザギザ状になっており、スピンが苦手なキャラクターは苦労する。ショップでの購入価格は40000ポイント。
6. ノーザンフォックスカントリークラブ
北海道にある自然豊かなコース。難易度が低く初心者向けだが、グリーンが狭いホールもあるので注意。
7. ワンダーランドカントリークラブ
遊園地に隣接してある観光地的なコース。数多くのプレイヤーを阻む仕掛けが用意されており、難易度はかなり高い。ショップでの購入価格は45000ポイント。
8. ワイルドグリーンカントリークラブ
ジャングルの奥地に作られた密林の中のコース。途中に古代遺跡があったり、石像が置いてあったりとバラエティーに富んでいるが、難易度は高い。ショップでの購入価格は35000ポイント。
9. シルクロードクラシック
中国にある膨大な自然が優雅なコース。フェアウェイが狭いコースが多く、機転を利かせないとクリアが難しい。ショップでの購入価格は15000ポイント。
10. ブルーラグーンカントリークラブ
海に囲まれたさざ波が流れるコース。島から島へボールをうまく運ばないとOB扱いされてしまうようなホールが多く、スピンをうまく操れないとホールアウトすら危うい難易度の高いコース。ショップでの購入価格は25000ポイント。
11. 富士桜カントリークラブ
富士野の裾野の一流名門ゴルフコースを完全再現した実在するゴルフコース。最初から選択できるものの、ホールの起状が激しく、難易度はかなり高い。このコースはショートホールが5つもあるためパー71である。
12. 川奈ホテルゴルフコース
伊豆半島に実在する名門コース。打ちおろしのショートホールや深いバンカーが多く、狙った位置にうまくボールを運ばないとホールアウトは難しいマニア向けのコース。ただし、風の読みさえ出来れば距離の短さとグリーンの傾斜の弱さもあって難易度が低く感じることもある。このコースはロングホールが3つしか無いためパー71である。
13. 松風ゴルフクラブ（ショートコース）
日本海の近くのコースで、全てショートホールの全9ホール。落差の激しいコースに荒風が容赦なく打ち付けるため、難易度は高い。

## キャラクター
24人のキャラクターが登場する。アヤ、カズマ、スズキ、ナナコの4人以外はVSモードのノーマルで勝利しなければ使用することが出来ない。アヤ〜Zの12人は今作で初登場したキャラクターであり、スズキ〜ベイダーの6人は前々作「みんなのGOLF 2」、ナナコ〜ローズの6人は前作「みんなのGOLF 3」から再登場したキャラクターである。「みんなのGOLF 2」から再登場したキャラクターの内、スズキ、ヒトミ、レイラ、クーガーの4人は「みんなのGOLF 3」ではキャディとして、「みんなのGOLF オンライン」ではプレイヤー及びキャディとして登場している。赤文字、青文字はその能力が全キャラクターの中で最高、最低であることを表している。
| 名前       |    | 球筋       | 飛距離 | パ |   | コ |   | イ |   | ス |   | 曲げ | P回数 | ラ | バ | ア | 雨 |
| ---------- | -- | ---------- | ------ | -- | - | -- | - | -- | - | -- | - | ---- | ----- | -- | -- | -- | -- |
| アヤ       | 中 | ストレート | 232y   | 8  | D | 31 | B | 23 | A | 11 | C | 7    | 9     |    |    |    |    |
| カズマ     | 低 | ドロー     | 235y   | 9  | D | 31 | B | 21 | B | 7  | D | 7    | 12    | ○  |    |    |    |
| プリン     | 高 | ストレート | 225y   | 5  | E | 29 | C | 25 | A | 15 | A | 7    | 8     |    | ○  |    |    |
| ムサシ     | 中 | ストレート | 251y   | 16 | B | 33 | B | 13 | C | 9  | C | 5    | 12    |    |    |    |    |
| サクラ     | 中 | ストレート | 241y   | 12 | C | 39 | B | 17 | C | 13 | B | 7    | 9     |    | ×  |    |    |
| ガルーダ   | 高 | フェード   | 246y   | 14 | C | 21 | C | 15 | C | 17 | A | 9    | 10    |    |    |    |    |
| ブロンソン | 低 | ドロー     | 267y   | 23 | A | 15 | D | 13 | C | 5  | D | 7    | 15    | ○  |    | ×  |    |
| ドギー     | 中 | フェード   | 225y   | 5  | E | 29 | C | 25 | A | 11 | C | 9    | 8     | ○  | ○  |    |    |
| マリオン   | 低 | ストレート | 262y   | 21 | A | 25 | C | 13 | C | 7  | D | 6    | 12    | ○  |    |    |    |
| ファルコン | 中 | ストレート | 262y   | 21 | A | 31 | B | 9  | D | 11 | C | 8    | 9     |    |    | ×  |    |
| ニーナ     | 中 | フェード   | 258y   | 19 | B | 43 | A | 9  | D | 9  | C | 6    | 9     | ×  |    |    |    |
| Z          | 低 | ドロー     | 269y   | 24 | A | 43 | A | 5  | E | 7  | D | 6    | 15    | ×  |    |    | ×  |
| スズキ     | 高 | フェード   | 235y   | 9  | D | 21 | C | 21 | B | 15 | A | 7    | 10    |    | ○  |    |    |
| ヒトミ     | 低 | ストレート | 244y   | 13 | C | 33 | B | 17 | C | 7  | D | 7    | 10    | ×  |    |    |    |
| シルビア   | 中 | ストレート | 246y   | 14 | C | 31 | B | 15 | C | 11 | C | 9    | 8     |    | ×  |    |    |
| レイラ     | 中 | ストレート | 260y   | 20 | A | 43 | A | 7  | D | 9  | C | 5    | 12    |    | ×  | ×  |    |
| クーガー   | 低 | ドロー     | 264y   | 22 | A | 39 | B | 7  | D | 5  | D | 7    | 12    |    |    |    | ×  |
| ベイダー   | 高 | フェード   | 267y   | 23 | A | 35 | B | 5  | E | 17 | A | 3    | 14    |    |    | ×  |    |
| ナナコ     | 中 | ストレート | 230y   | 7  | D | 33 | B | 23 | A | 9  | C | 7    | 10    |    |    |    |    |
| ゴンゾウ   | 中 | ストレート | 237y   | 10 | D | 25 | C | 21 | B | 13 | B | 5    | 10    |    |    |    |    |
| シャーク   | 中 | フェード   | 253y   | 17 | B | 31 | B | 11 | D | 13 | B | 7    | 10    |    | ○  |    |    |
| グロリア   | 中 | ストレート | 255y   | 18 | B | 39 | B | 11 | D | 9  | C | 7    | 10    |    | ×  |    |    |
| リン       | 高 | ストレート | 244y   | 13 | C | 23 | C | 19 | B | 17 | A | 9    | 10    |    | ×  |    |    |
| ローズ     | 高 | ストレート | 264y   | 22 | A | 43 | A | 5  | E | 17 | A | 3    | 12    | ×  | ×  |    |    |

- 球筋の低、中、高は弾道の高さであり、スピンの能力がAランク以上なら高弾道、BまたはCランクなら中弾道、Dランク以下なら低弾道になる。ギアでスピンの能力を変化させてもキャラクター選択画面の弾道の高さの表示は変わらないが、実際には変化している。
- 飛距離は1Wの飛距離であり、2.3 × （パワーの値） + 213.8で算出される（小数点以下四捨五入）。ただし、ギアでパワーの値を0以下、30以上にしても1、29に直されるため、216y未満や281y超にすることは出来ない（キャラクター選択画面では216y未満と表示されることもあるが、実際には216yになる）。
- パワー（パ）、コントロール（コ）、インパクト（イ）、スピン（ス）はその能力値によってそれぞれS、A、B、C、D、Eの6段階にランク分けされる。Aランク以上ならキャラクター選択画面の得意欄、Dランク以下なら苦手欄に表示される。弾道の高さとは異なり、ギアでこれらの能力を変化させると得意欄、苦手欄の表示も変化する。
- 曲げはサイドスピンの掛かりやすさを表す。9以上だとキャラクター選択画面の得意欄、5以下だと苦手欄に表示される。こちらもギアで曲げの能力を変化させると得意欄、苦手欄の表示も変化する。
- 各キャラクターには愛着度が弱、中、強の3段階で設定されている。最初は「弱」であるが5回ラウンドするごとに1段階ずつ上昇する。愛着度が1段階上昇するごとにパワーモード（コントロールが少し悪くなる代わりに飛距離が10y増える）の使用回数（P回数）が2回増える（他にもコスチュームのカラーバリエーションが増える効果もある）。
- ラフ（ラ）、バンカー（バ）が得意（○）なキャラクターはラフやバンカーに入れても他のキャラクターより飛距離の誤差が小さくなりインパクトゾーンも狭くならない。逆に苦手（×）なキャラクターはラフやバンカーに入れると他のキャラクターより飛距離の誤差が大きくなりインパクトゾーンも狭くなる。
- アプローチ（ア）が苦手（×）なキャラクターはピンまでの残り距離が15y以下になってもウルトラアプローチモード（全てのクラブで最大飛距離が15yになりコントロールも少し良くなる）を使用することが出来ない。
- 雨が苦手（×）なキャラクターは雨や雪が降ると他のキャラクターより飛距離の誤差が大きくなりインパクトゾーンも狭くなる。また、グリーン上でのパターショットは通常誤差が生じないが、雨が苦手なキャラクターの場合は雨や雪が降ると転がる距離に誤差が生じる。なお、雨については苦手なキャラクターでも何故かキャラクター選択画面の苦手欄に表示されない。
- キャラクター選択画面の得意欄、苦手欄はそれぞれ3項目までしか表示されないので、キャラクターやギアによっては表示し切れない場合がある。

## ギア
ラウンド中に使用するクラブやボールのことであり、ギアを変えることでキャラクターの能力値を変化させることが出来る。スタンダードクラブ、ビギナーズクラブ、みんなのクラブ、スタンダードボールの4種類以外はショップで購入するかラウンド終了後のカードめくりで入手しないと使用することが出来ない。
|        | 名称                 | パワー | コントロール | インパクト | スピン | 曲げ | 備考                     |
| ------ | -------------------- | ------ | ------------ | ---------- | ------ | ---- | ------------------------ |
| クラブ | スタンダードクラブ   |        |              |            |        |      |                          |
| クラブ | ビギナーズクラブ     | -4     |              | +6         |        |      |                          |
| クラブ | ビッグエアークラブ   | +4     |              | -6         |        |      | 上昇値は2級品の値。      |
| クラブ | ピンホールクラブ     |        | +8           | -6         |        |      | 上昇値は2級品の値。      |
| クラブ | ターボスピンクラブ   |        |              | -6         | +6     |      | 上昇値は2級品の値。      |
| クラブ | インフィニティクラブ | +2     | +4           | -6         | +2     |      | 上昇値は2級品の値。      |
| クラブ | 100tハンマー         | +6     | -8           | -3         | -4     |      | 上昇値は2級品の値。      |
| クラブ | みんなのクラブ       | ※      | ※            |            |        |      | 後述。                   |
| ボール | スタンダードボール   |        |              |            |        |      |                          |
| ボール | ビギナーズボール     | -2     |              | +3         |        |      |                          |
| ボール | ビッグエアーボール   | +3     | -6           |            |        |      |                          |
| ボール | ピンホールボール     |        | +6           |            |        | -2   |                          |
| ボール | ターボスピンボール   |        | -6           |            | +4     |      |                          |
| ボール | インフィニティボール | +2     | +4           |            | +2     | -2   |                          |
| ボール | サイドスピンボール   |        | -6           |            |        | +2   |                          |
| ボール | ストレートボール     |        |              |            |        |      | 球筋がストレートになる。 |

- ビッグエアー、ピンホール、ターボスピン、インフィニティ、100tハンマーの5種類のクラブには2級品、1級品、特級品の3段階の等級が存在し、等級が1段階上がるごとに上昇値が1大きくなる（下降値は変化しない）。
- みんなのクラブは使用するキャラクターによって能力値の変化が異なり、パワーは-4〜-17、コントロールは-6〜-8。このクラブを使用した場合、インパクト決定の操作が省略され、必ずジャストインパクトで打つことが出来るようになるが、パワー調整は出来なくなり、スーパー入力等のコマンドも効かなくなる。

## キャディ
個性豊かな10人のキャディが登場する。
最初から選択可能なキャラクター
- マリ
- アイミ
- ショーン

ゲームを進めると選択できるキャラクター
（）内はショップで購入する時の価格。
- サンディ - プロに昇格後、ショップに入る（4500）
- おばあ - 日本アマチュアに昇格後、ショップに入る（4000）
- ゆみっぺ - 日本代表に昇格後、ショップに入る（6500）
- オジー - シードプロに昇格後、ショップに入る（5500）
- ガンテツ - キングに昇格後、ショップに入る（8500）
- プッチ - VSモードで全員倒す（ノーマル可）、またはメジャーに昇格後、ショップに入る（7500）
- ピポサル - バックティで1回18ホール回る